# Neci Novaes
Necy Santos Novaes (São Paulo, 8 de fevereiro de 1908 – Brasília, 31 de outubro de 1979) foi uma professora e política brasileira que foi deputada federal pela Bahia.

## Dados biográficos
Filha de Joaquim Felipe dos Santos e Francisca Junqueira Santos. Esposa de Manoel Novaes foi professora antes de ingressar na política onde exerceu três mandatos de deputada federal sendo eleita pelo PTB em 1962 e pela ARENA em 1966 e 1970, não se reelegendo em 1974. Caso raro na história da Câmara dos Deputados, atuou ao lado do marido, que foi deputado federal por doze mandatos consecutivos.